# Акація чорнодеревна
Ака́ція чорнодере́вна, Ака́ція чо́рна (Acacia melanoxylon R.Br., 1813) — деревна рослина роду акація з родини бобових.

## Місцеві назви

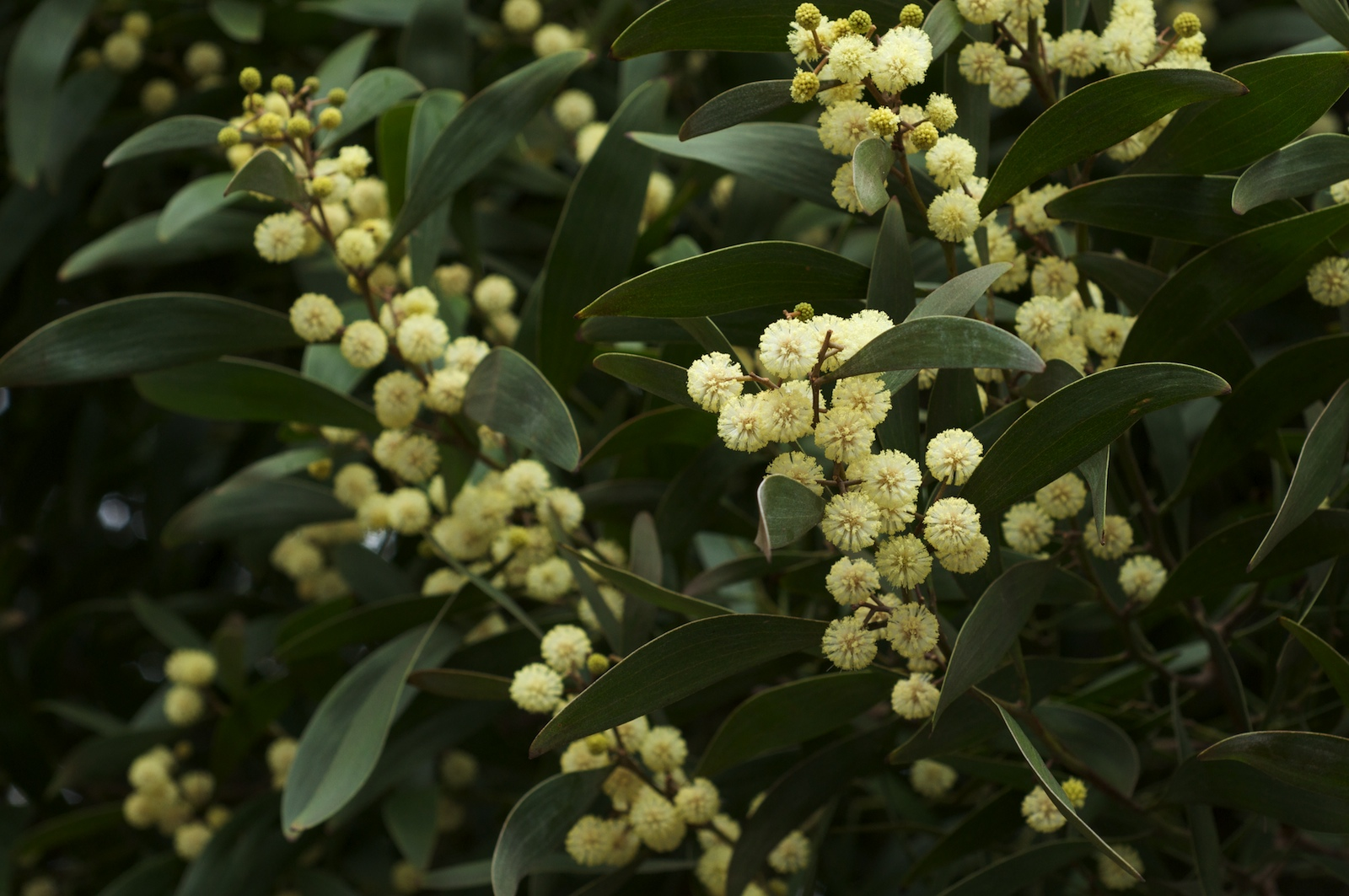
Квіти Акації чорнодеревної

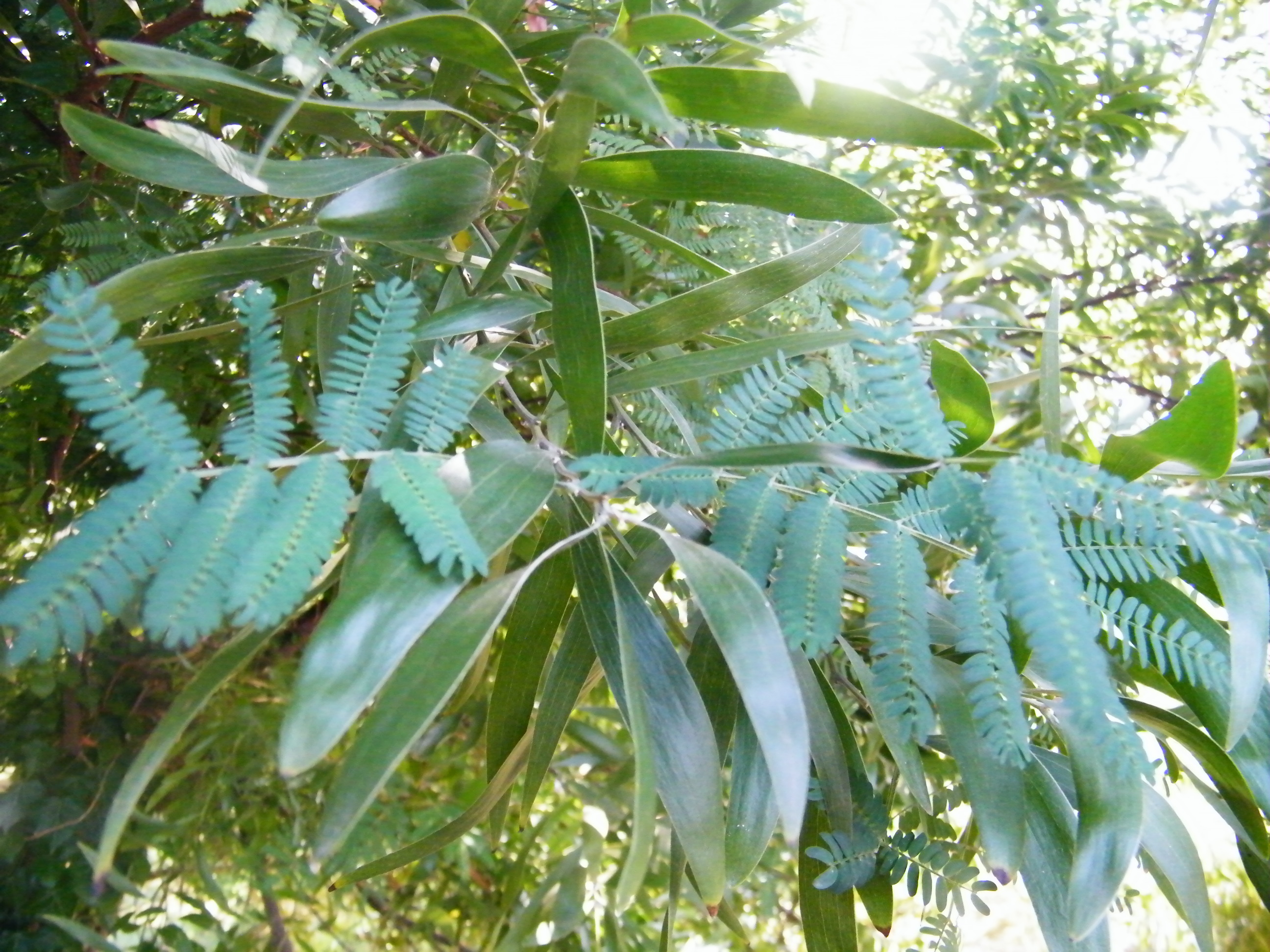
Листя та філлодії Акації чорнодеревної

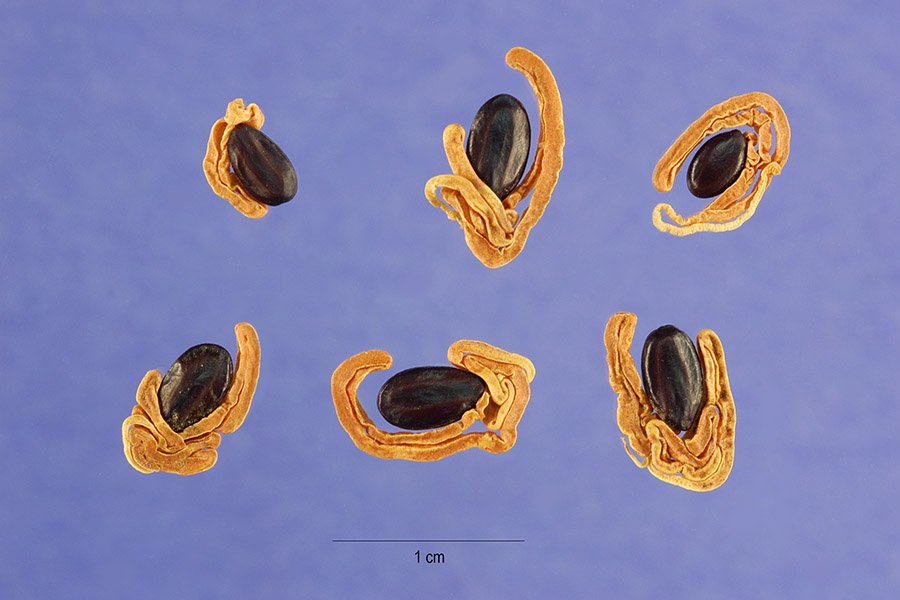
Насіння Акації чорнодеревної

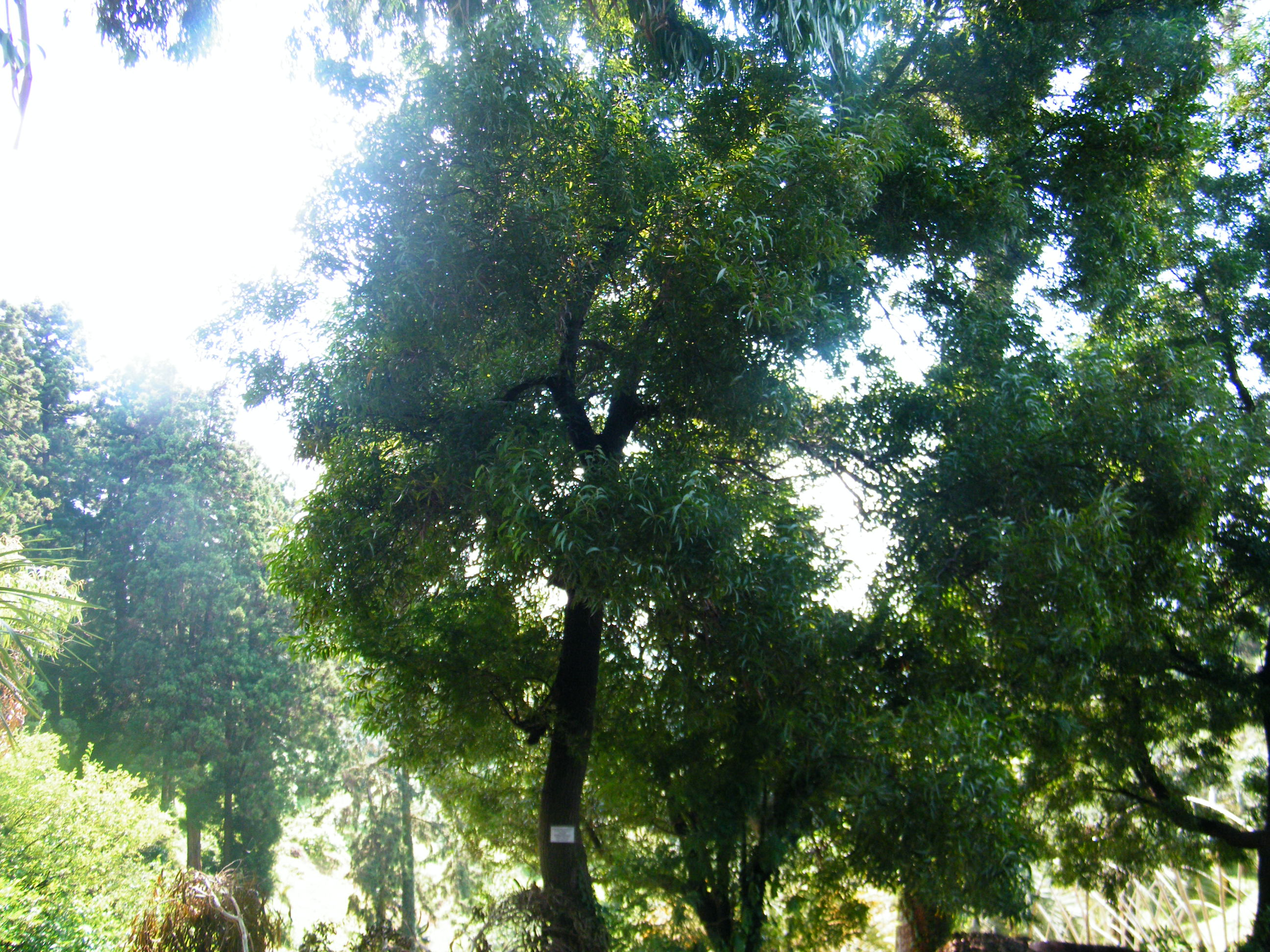
Акація чорнодеревна в Батумському ботанічному саду

- Австралійське чорне дерево англ. Australian black-wood, англ. leafless acacia;
- В Бразилії — порт. evano da Australia, Madeira preta, mohogani da Australia;
- В Аргентині — ісп. acacia de olivo, aroma negro.

## Етимологія
Акація чорнодеревна або австралійське чорне дерево, названа так за коричнево-чорний колір своєї зморшкуватої кори.

## Морфологічні ознаки
Акація чорнодеревна являє собою досить велике дерево, до 15 м заввишки, з щільною пишною пірамідальною кроною, двічіперистим листям і філлодіями. Листя трохи нагадують Acacia dealbata, відрізняючись від неї темно-зеленим кольором. Більші, ніж у акації сріблястою жовті квіти-кульки, до 1 см в діаметрі, зібрані в короткі пазушні суцвіття. Плоди — плоскі, часто сильно вигнуті червонувато-коричневі боби довжиною до 12 см.

## Поширення
В природі ареал охоплює південь Австралії: штати Новий Південний Уельс, Квінсленд, Південна Австралія, Вікторія, острів Тасманія.
Натуралізована в Африці, Азії, на Кавказі (Грузія), в Східній Європі (Молдова), в Південно-Східній та Південно-Західній Європі, у Північній та Південній Америці.

## Використання
У корі 20-40 % танідів. Деревина варіює в кольорі від червоно-коричневого до чорного, цінується для внутрішнього оздоблення будинків, меблів, шпал і палива. Камедь схожа з гумміарабіком. Ветролом на Цейлоні; сидерат на чайних плантаціях.
Цей вид дерев, як і акацію сріблясту, часто висаджують уздовж вулиць або невеликими групами в парках і полях для гольфу.